# Czesława Lorek
Czesława Lorek RSCJ (ur. 5 czerwca 1938 roku w Biczycach Górnych, zm. 21 maja 2003 w Gambe, w Kongu) – polska misjonarka, siostra ze Zgromadzenia Najświętszego Serca Pana Jezusa Sacré-Coeur. 
W 1960 wstąpiła do klasztoru w Zbylitowskiej Górze. W 1969 złożyła wieczyste śluby zakonne. W 1984 r. wyjechała do Afryki w celu pracy misyjnej. Krzyż misyjny otrzymała z rąk biskupa Jerzego Ablewicza. Pracę misyjną zaczęła w Zairze. W Kongu pracowała jako katechetka, zakrystianka, pełniła posługę przy chorych, odwiedzała więźniów. Została napadnięta i śmiertelnie pobita przez nieznanych sprawców przed kościołem Najświętszego Serca Jezusa w Gambe. Pogrzeb siostry Czesławy Lorek odbył się 23 maja 2003 r. w Kinszasie, stolicy Konga.